# محله آچوپایاس
محله اکاپالاس (به اسپانیایی: Achupallas Parish) یک سکونتگاه مسکونی در اکوادور است که در chimborazo province واقع شده‌است.

## خصوصیات
محله اکاپالاس ۱۰٬۳۲۷ نفر جمعیت دارد.